# Juniperus procera
Juniperus procera es una conífera originaria de las zonas montañosas de África y la península arábiga. Es un árbol característico de la flora afromontana.

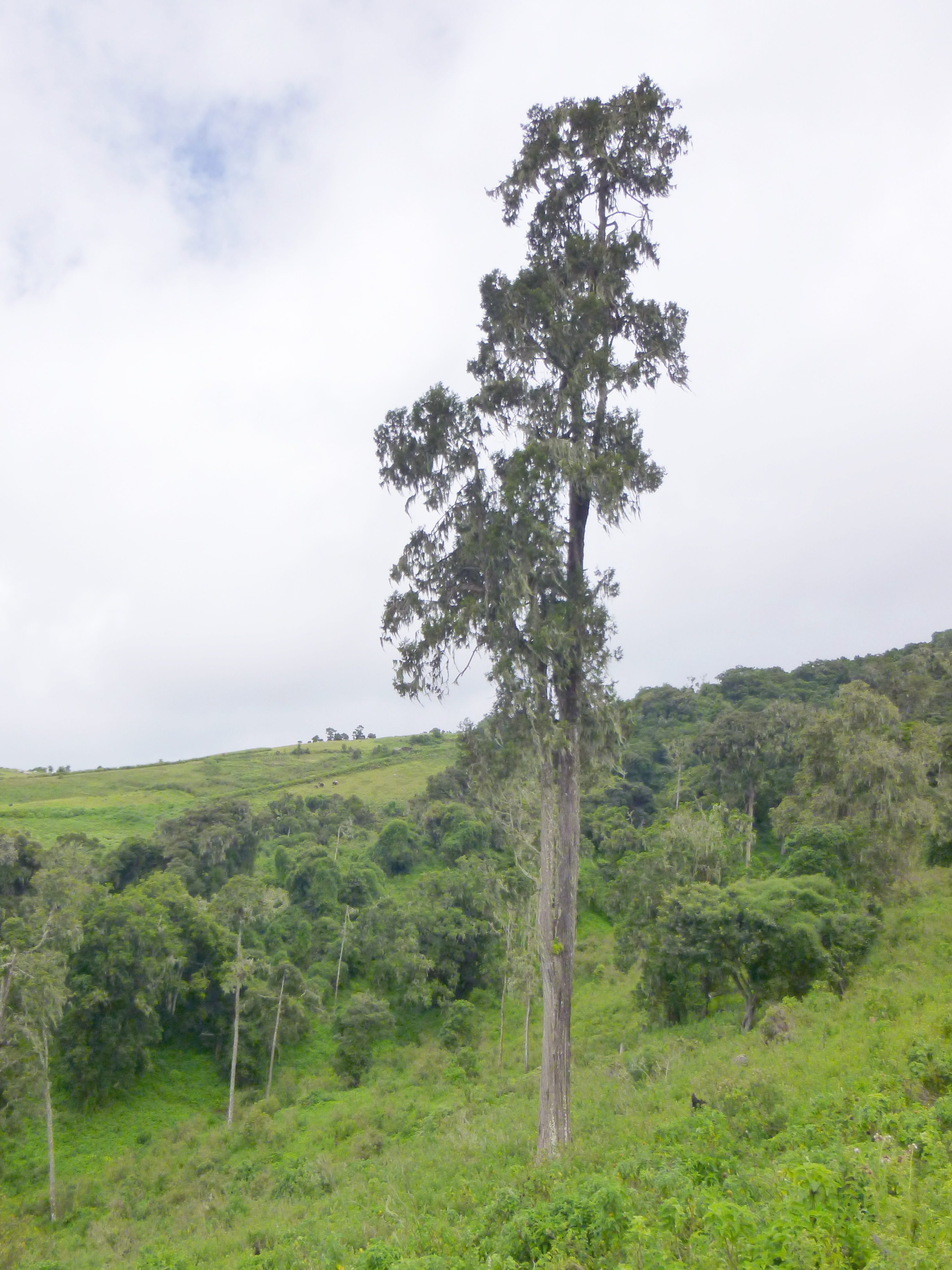
East African juniper, norte Tanzania

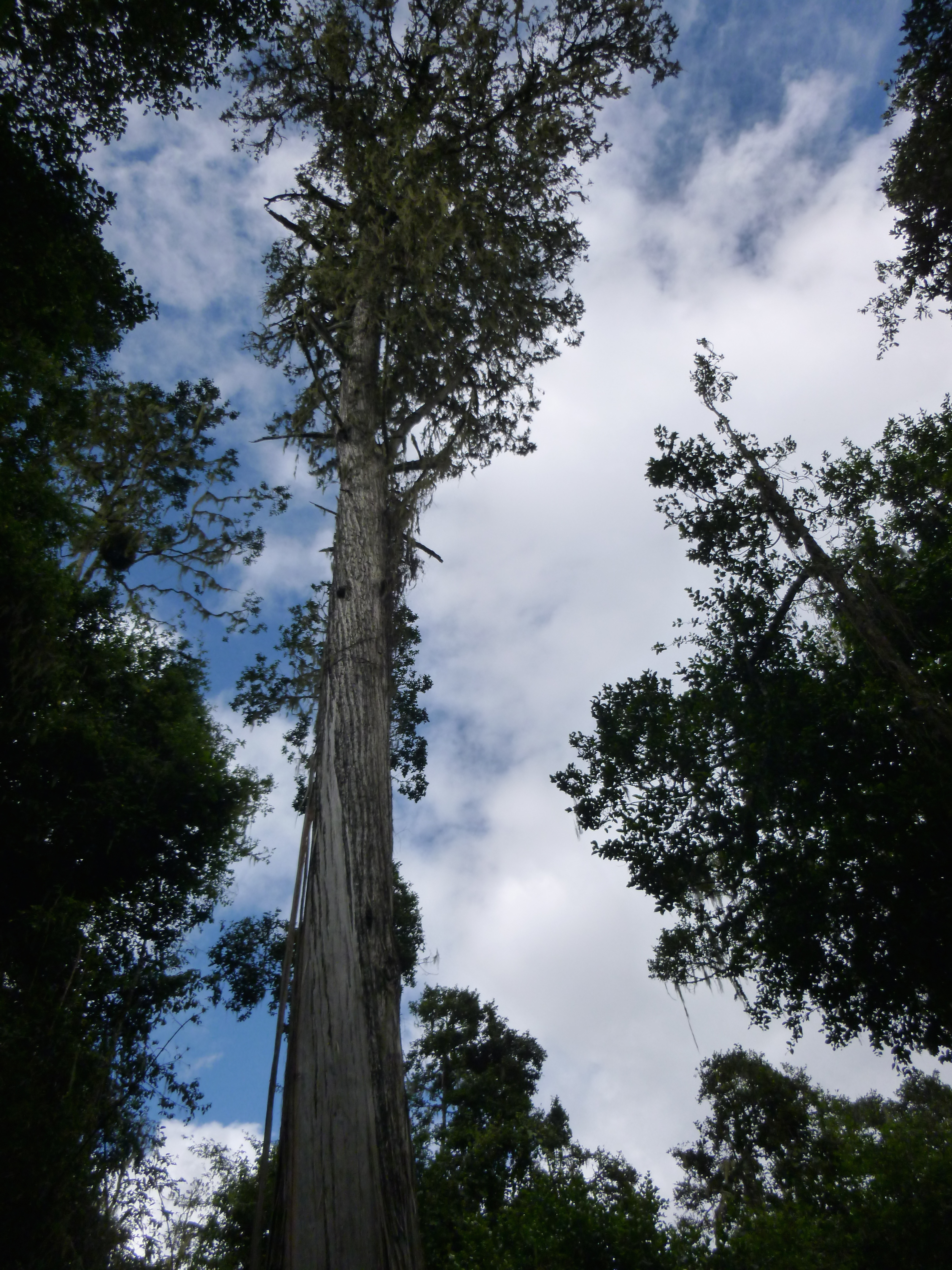
East African juniper, norte Tanzania

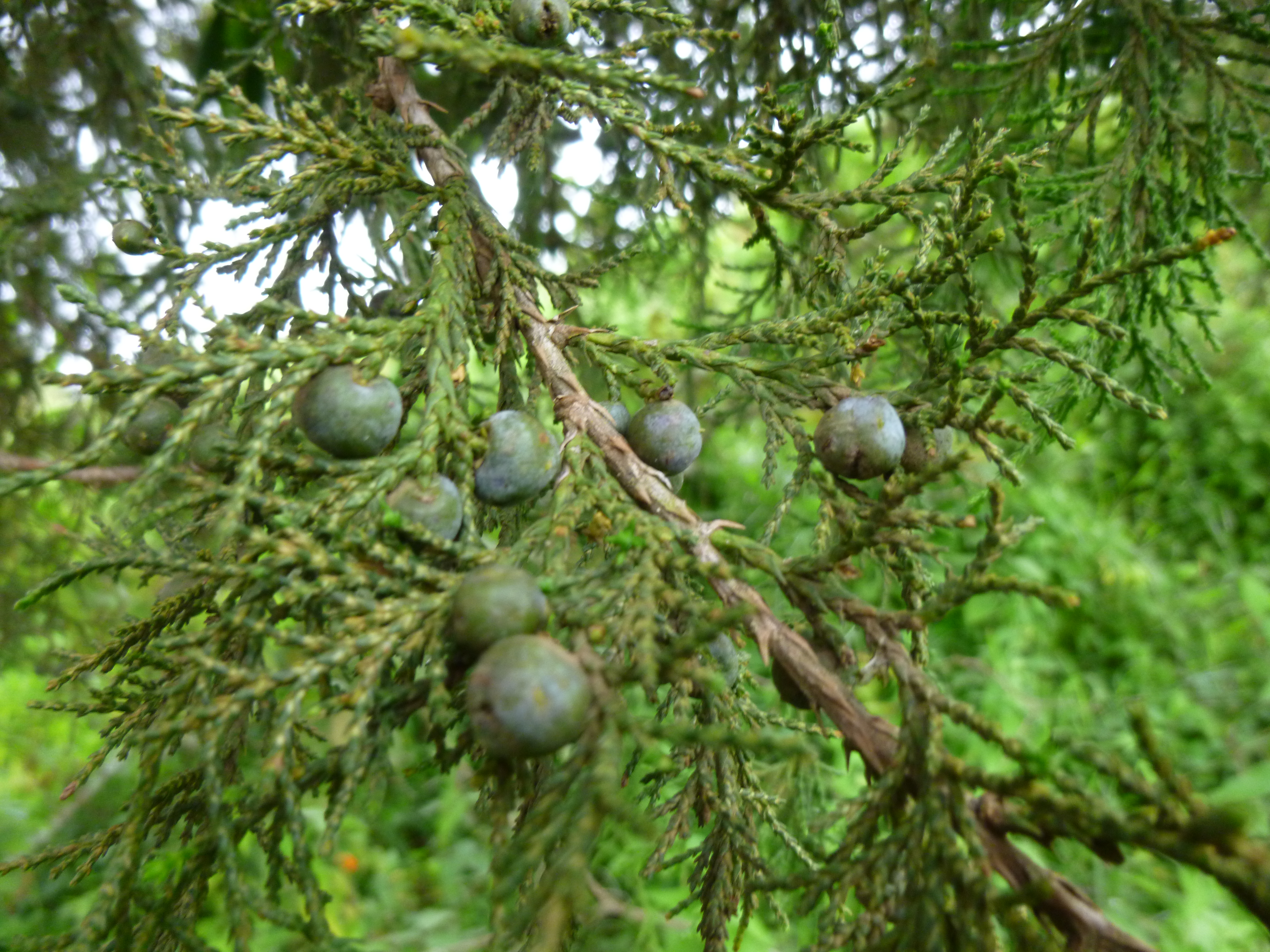
East African juniper, norte Tanzania

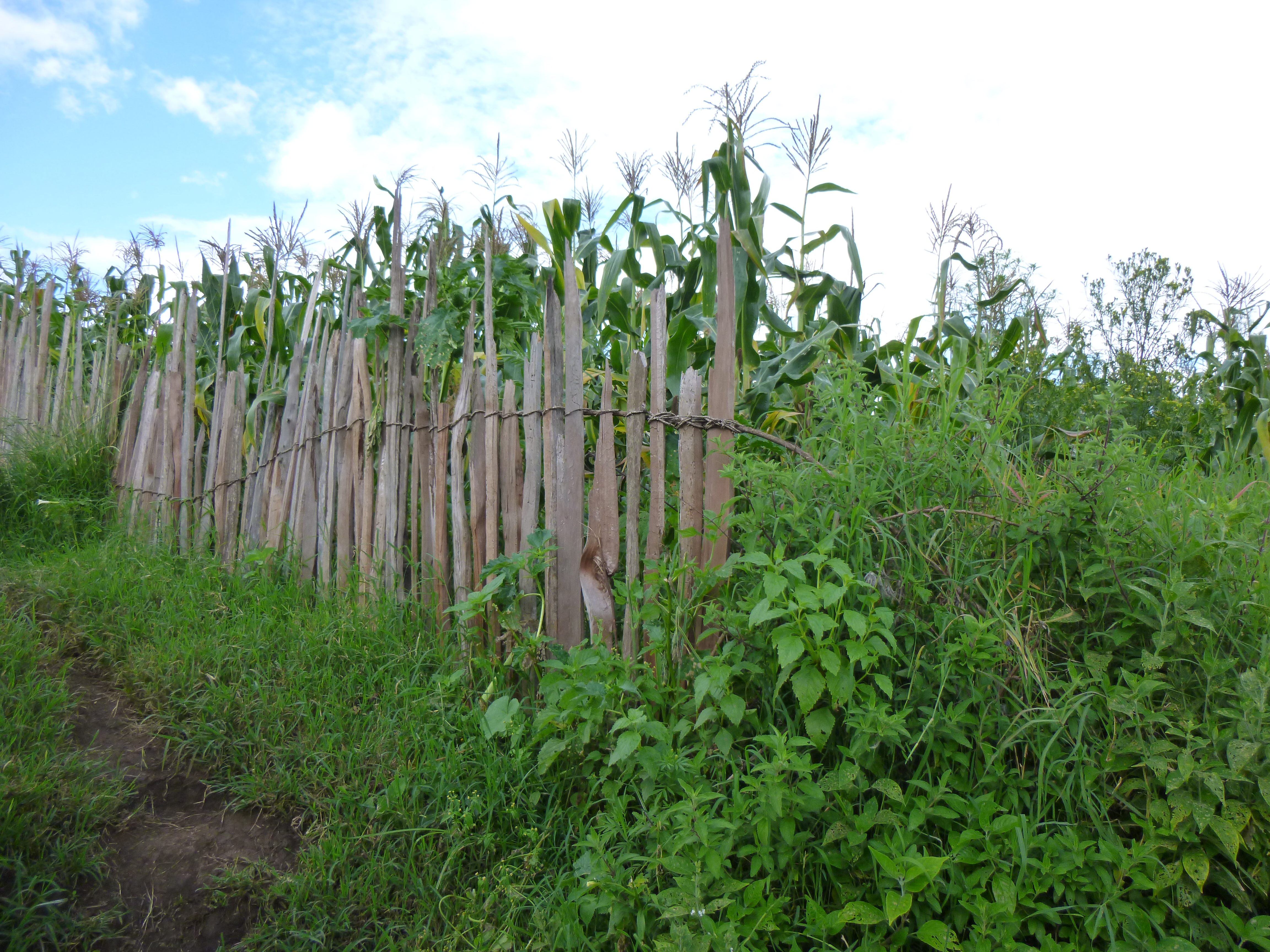
Enebro del África Oriental, que se utiliza como estacas de valla resistente a las termitas

## Descripción
Juniperus procera es un árbol de tamaño mediano que alcanza un tamaño de 20-25 m (raramente 40 m) de altura, con un tronco de hasta 1,5 a 2 m de diámetro y una amplia copa redondeada o irregular de forma cónica. Las hojas son de dos formas, juvenil de aguja con hojas de 8-15 mm de largo en plántulas y las adultas en forma de escama de 0.5-3 mm de largo en las plantas más viejas, dispuestas en parejas o verticilos de tres. Es en gran parte dioica con plantas masculinas y femeninas separadas, pero algunas plantas individuales producen ambos sexos. Los conos con bayas, de 4-8 mm de diámetro, de color negro azulado con una flor cerosa blanquecina, y contienen 2-5 semillas , que son maduros en 12-18 meses. Los conos masculinos son de 3-5 mm de largo, y vierten su polen en primavera.

## Distribución
Juniperus procera es originaria de la península arábiga (en Arabia Saudita y Yemen), y el noreste, este, centro-oeste y sur de África tropical (en la República Democrática del Congo, Yibuti; Eritrea; Etiopía; Kenia; Malaui; Mozambique; Somalia; Sudán; Tanzania; Uganda; Zambia; y Zimbabue.
Es el único enebro que se produce al sur de la línea ecuatorial , y se piensa que es un colonizador relativamente reciente de África; la especie muestra muy pequeña de la variabilidad asociada con un largo período de evolución. Está estrechamente relacionado con Juniperus excelsa desde el suroeste de Asia, probablemente derivado de un ancestro común con esa especie en el suroeste de Asia.

## Usos
Es un árbol importante de la madera, que se utiliza para la construcción de viviendas, para los postes, para mobiliario,. La corteza se utiliza para la construcción de colmenas.

## Taxonomía
Juniperus procera fue descrita por Hochst. ex Endl. y publicado en Synopsis Coniferarum 26. 1847.
Etimología
Juniperus: nombre genérico que procede del latín iuniperus, que es el nombre del enebro.
procera: epíteto latíno que significa "alto"
Sinonimia
- Juniperus abyssinica K.Koch
- Juniperus hochstetteri Antoine
- Sabina procera (Hochst. ex Endl.) Antoine[10][11]